# Сесава (приток Лиелупе)
Се́сава (устар. Сессау, Зессау; латыш. Sesava, Sesavas upīte, Sesavīte, Līčupe, Mālderu upīte) или Шяше́ве (Шяшявя; лит. Šešėvė) — река в Латвии и Литве. В Латвии течёт по территории Бауского и Елгавского краёв, в Литве — по территории Ионишкского района. Левый приток среднего течения Лиелупе.
Длина — 58 км (по другим данным — 53 км). Начинается в полях около северо-восточной окраины деревни Бучюнай на территории Крюкайского староства Литвы. Течёт по Земгальской равнине, преимущественно на север. Устье Сесавы находится на высоте примерно 0,4 м над уровнем моря, в 77 км по левому берегу Лиелупе, напротив Тетеле в 3 км юго-восточнее Елгавы, на территории Яунсвирлаукской волости Латвии. Уклон — 0,76 м/км (по другим данным — 0,94 м/км), падение — 44 м. Площадь водосборного бассейна — 264 км² (по другим данным — 246 км² или 243 км²). Средний расход воды в устье — 1,23 м³/с. Объём годового стока — 0,04 км³.
Основные притоки:
- правые: Упеле[12];
- левые: Шяшевеле, Оглайне[10], ручей Скурстеню, Реда[12].